# Famila Basket Schio
Il Famila Basket Schio Srl SSD è una società di pallacanestro femminile italiana. Ha sede in viale dell'Industria a Schio (VI) e gioca al Palasport Livio Romare. Conosciuta fino al 2015 come Asd Pallacanestro Femminile Schio, ha poi cambiato denominazione sociale, incorporando il nome dell'abbinamento Famila del presidente Marcello Cestaro.
È la squadra più titolata d'Italia. Detiene il record di Coppe Italia vinte (sedici) e quello di Supercoppe (tredici) ed è al secondo posto per numero di scudetti (tredici), dopo la Pool Comense.

## Storia

### I primi anni
Nel 1973 viene fondata la società, presieduta da Ivano Baron e sponsorizzata da una piccola azienda vicentina, Luma Asfalti. La squadra di Schio, non disponendo di mezzi economici rilevanti, gioca nella palestra Don Bosco, ubicata nel centro della città. Il 10 giugno 1974 a Padova, la squadra supera la concorrenza della Sorgente Alba Treviso per la promozione nel campionato di Serie B.
I campionati successivi, nonostante il cambio di sponsor (UFO blue jeans dei fratelli Zanella di Caldogno) e l'arrivo di Maria Grazia Saggin prima, Mariangela De Luca e Anna Bozzi poi (entrambe dalla Standa Milano) non riservano grandi soddisfazioni per la Pallacanestro Schio, che permane dunque in serie B.
Il campionato 1977-78 segna la svolta, perché la società ingaggia l'allenatore Gino Minervini e acquista Sandra Bernetti, Angela Natale e Antonella Stanzani. Al termine di un campionato concluso con 12 vittorie su 14 partite disputate, l'UFO Schio approda in serie A.

### Gli anni '80 e la Serie A
Le prime due stagioni della UFO Schio in Serie A, pur senza mai lottare per lo scudetto, sono positive. Nella stagione 1981-82, la Pallacanestro Schio ingaggia Lynette Woodard, una delle migliori cestiste al mondo. Malgrado l'acquisto, la squadra non riesce ad entrare nella poule scudetto.
La stagione 1984-85 è la stagione dei cambiamenti. Lo sponsor innanzitutto, dopo 10 anni termina la sponsorizzazione UFO per lasciare posto alla Lanerossi. Poi il campo di gioco: il Palazzetto Don Bosco viene sostituito dalla Palestra Mario Lanzi. La campagna acquisti porta a Schio la statunitense Joyce Walker, ma qualcosa non va per il verso giusto, perché Schio entra nei play-off ma viene eliminato da Vicenza.
Durante la stagione successiva Joyce Walker riceve un'offerta dagli Harlem Globetrotters e lascia Schio. Dopo le prime giornate di campionato, il presidente Bruno Faoro è colpito da una grave malattia che in breve tempo lo porterà alla scomparsa, viene di poco evitata la retrocessione solo grazie agli spareggi di Marsciano, ma sarà solo rimandata all'anno successivo, a conclusione della stagione 1986-87.
Nell'1987-88 la Pallacanestro Femminile Schio riparte con il nuovo presidente Marcello Cestaro e il nuovo allenatore Milan Vusojevic. La campagna acquisti è notevole considerato il campionato di A2 al quale la squadra partecipa; nonostante ciò l'immediato ritorno nella massima serie non avviene. Schio si riaffaccia all'A1 l'anno successivo targato però Famila, la catena di supermercati del presidente. Anche il campo di gioco cambia nuovamente: si gioca al PalaCampagnola, una nuova struttura adatta a manifestazioni sportive di alto livello.

### Gli anni '90 e i primi trionfi

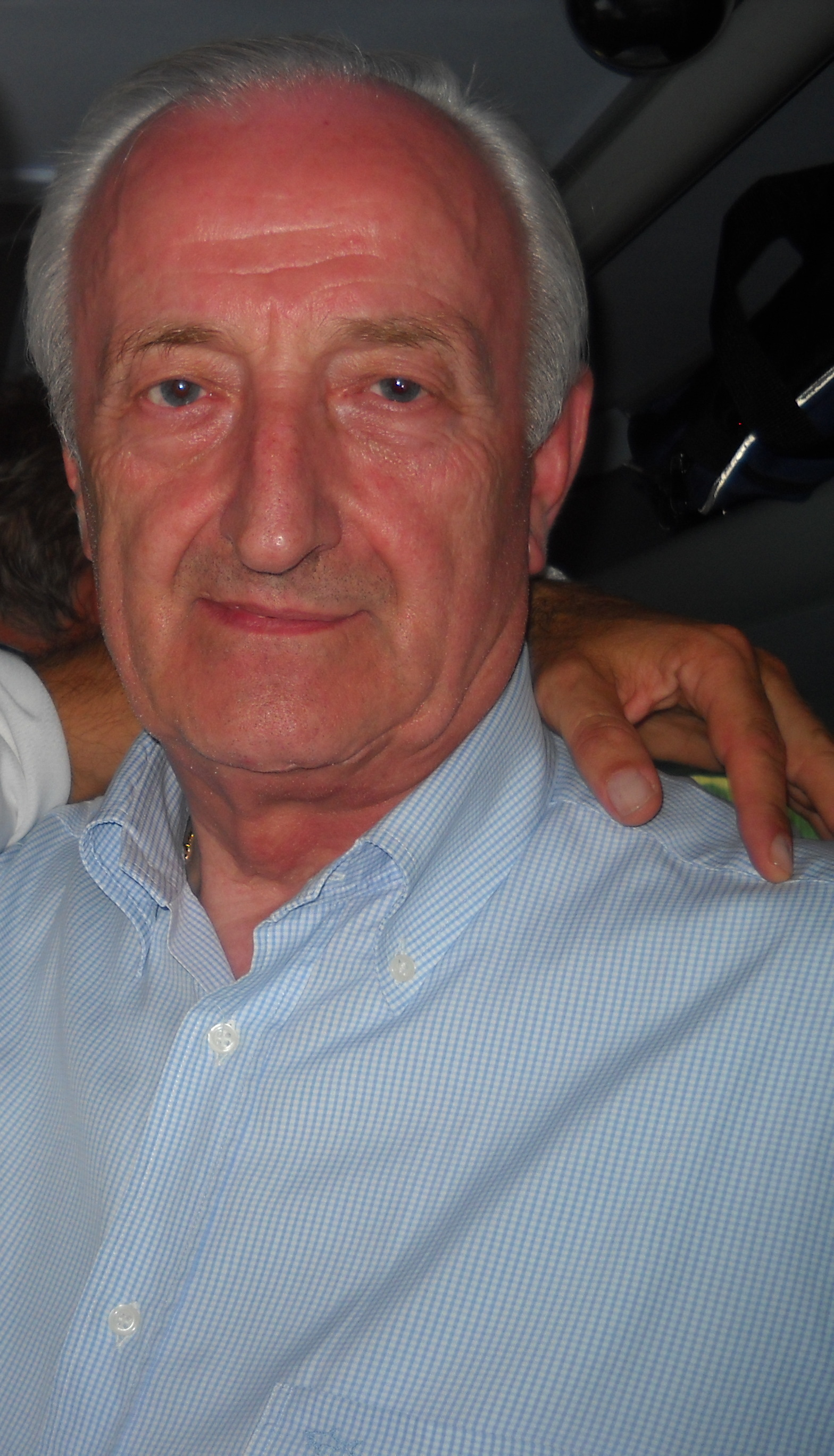
Marcello Cestaro

Grazie all'apporto dell'imprenditore locale e presidente della società Marcello Cestaro, la Pallacanestro Femminile Schio diventa uno dei club più competitivi d'Italia. Supportata da una buona campagna acquisti (Beverly Williams, Tammy Jackson, Marina Pirani) la stagione 1989-90 vede il Famila competere per i play-off, con eliminazione ai quarti di finale ad opera di Milano. Per la stagione successiva si attende una riconferma ad alti livelli, ma molte cose non funzionano ed il Famila Schio viene retrocesso.
La società intende riapprodare immediatamente alla massima serie: nella stagione 1991-92 viene ingaggiato un nuovo allenatore, Dante Carzaniga e vengono promosse in prima squadra tante giovani di qualità: Strazzabosco, Pozzan, Caselin. A fine stagione il Famila raggiunge l'obiettivo, ritornando nella massima serie.
Per la stagione 1992-93 allenatore e squadra vengono riconfermati, integrata da Beverly Williams e Regina Street, proveniente da Priolo. L'ottimo campionato porta per la prima volta lo Schio alle semifinali dei play-off, venendo però eliminato da Como. Al termine di questa stagione la storica capitana arancione Paola Finozzi, lascia la squadra dopo 14 anni di fedele permanenza con i colori scledensi.
Per la stagione successiva lo Schio punta a riconfermare i buoni risultati, viene ingaggiata Chana Perry, ma la regular season non conferma le aspettative e la squadra si piazza solo al settimo posto per venir eliminata durante i play-off dal Parma. 
Per la stagione 1994-95 la squadra viene rinforzata grazie all'inserimento di Andrea Lloyd e Lorenza Arnetoli. I play-off vedono per la prima volta il Famila in finale, ma la vittoria va ancora al Como.
La stagione seguente non porta grandi risultati in campionato (la squadra viene eliminata ai play-off dal Cesena), ma il Famila si aggiudica il suo primo trofeo: la Coppa Italia 1996 vincendo contro la Pool Comense.
Nella stagione 1996-97 il Famila sarà impegnato su più fronti: Coppa Italia, Coppa Ronchetti e campionato. La stagione, anche a causa di alcuni infortuni, si rileva esser molto deludente e la squadra non raggiunge nessuno degli obiettivi prefissati; a fine stagione Carzaniga non viene riconfermato.
Come nuovo allenatore per la stagione 1997-98 viene scelto Piero Pasini il quale riesce a portare la squadra in finale play-off nonostante il modesto piazzamento durante la stagione regolare.
Nella stagione seguente Pasini viene sostituito dalla coach canadese Bev Smith e il Famila affronta ancora in finale la Pool Comense, perdendo ancora; la squadra scledense si aggiudica però la sua seconda Coppa Italia, conquistata sconfiggendo il Messina. Ancora sotto la guida di Smith lo Schio sfiora nuovamente la vittoria nella stagione 1999-2000 subendo la sconfitta nella finale dei play-off ad opera del Priolo.

### Gli anni duemila e gli scudetti

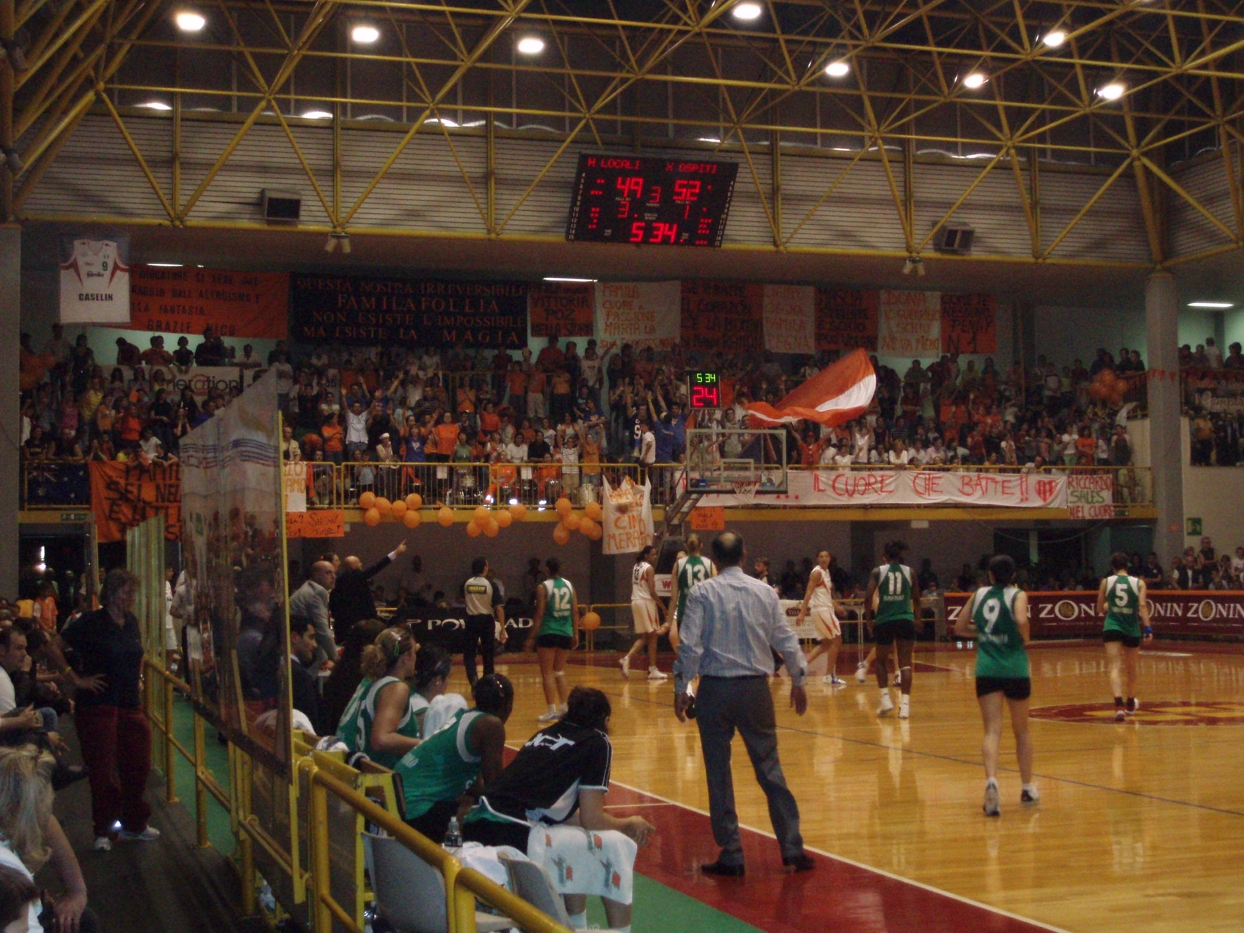
La curva scledense

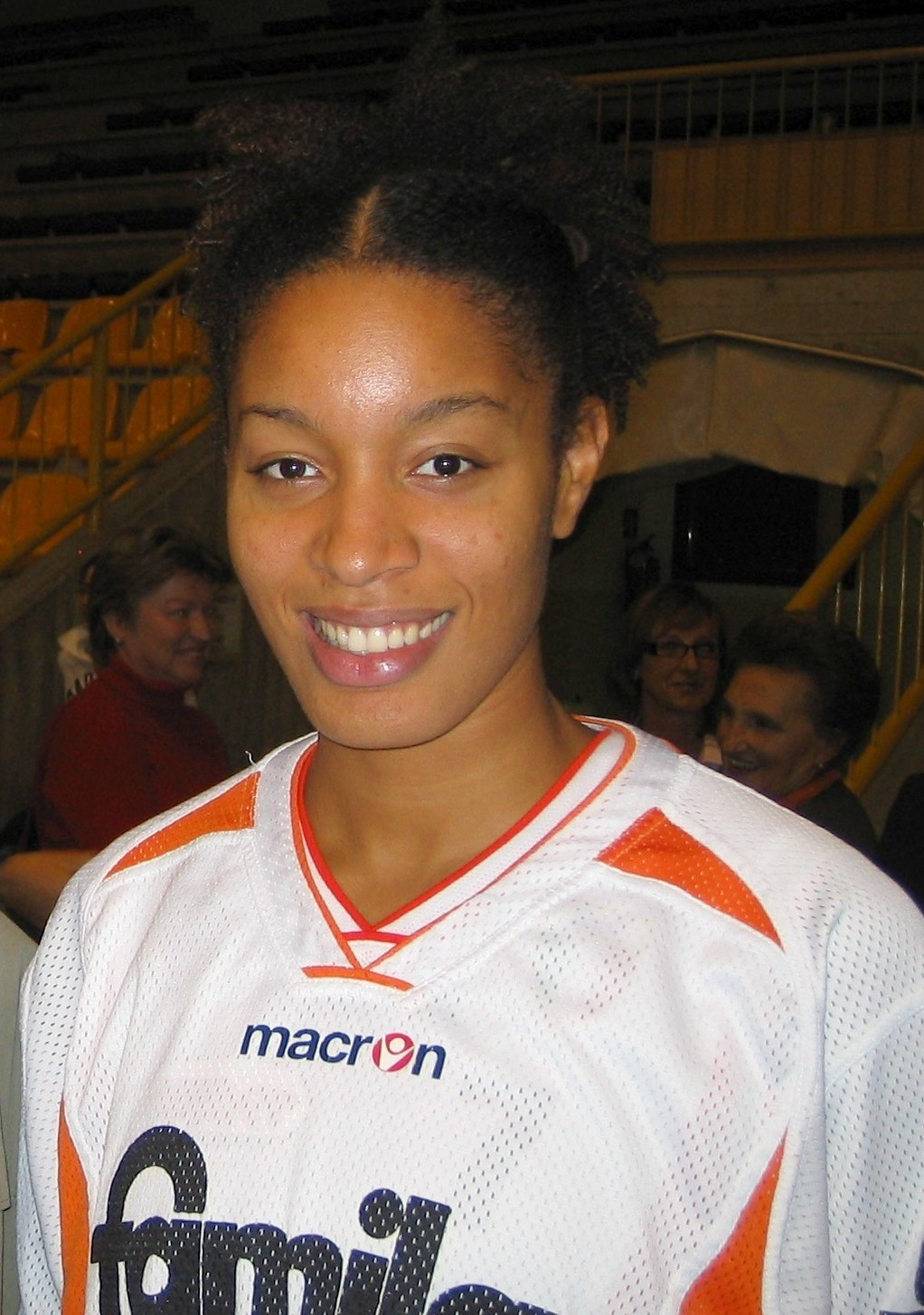
Bethany Donaphin arriva a Schio nella stagione 2004-2005

La stagione 2000-2001 vede l'arrivo a Schio dell'allenatore Aldo Corno, protagonista delle numerose vittorie del Como e Vicenza degli anni passati: a fine stagione il Famila si piazza al terzo posto e ai play-off viene fermato dalla Comense alle semifinali; il Parma si aggiudica lo scudetto ai danni di Como.
Schio continua a arrivare in finale senza mai aggiudicarsi la vittoria: anche la stagione 2001-2002 vede vittoriosa Como che sconfiggendo 3 a 1 il Famila si aggiudica il suo quattordicesimo titolo. Durante queste stagioni la squadra diventa più competitiva e, pur non riuscendo a vincere il campionato, raggiunge comunque risultati di rilievo: si aggiudica 2 trofei della competizione Coppa Ronchetti, uno nel 2001 sconfiggendo la squadra Turca Botasspor Club Adana, il secondo nel 2002 - l'ultima edizione del torneo - imponendosi contro le francesi del Tarbes Gespe Bigorre.
Meno brillante la stagione 2002-03 dove il Famila arriva settimo al termine della stagione regolare, ma viene eliminata durante i play-off per lo scudetto.
Con la stagione 2003-04 sulla panchina arancione arriva Santino Coppa, per anni allenatore del Priolo; la società scledense acquista inoltre giocatrici di rilievo: da La Spezia arriva Penny Taylor, Susanna Bonfiglio da Priolo, inoltre la francese Nicole Antibe e “Boba” Tuvić. Il Famila si appresta a iniziare una stagione da protagonista: a Napoli Schio vincendo contro l'Umana Reyer Venezia si aggiudica la terza Coppa Italia della sua storia. Ma in campionato, vinto nuovamente da Como, la serie si conclude ancora una volta solamente ai play-off.

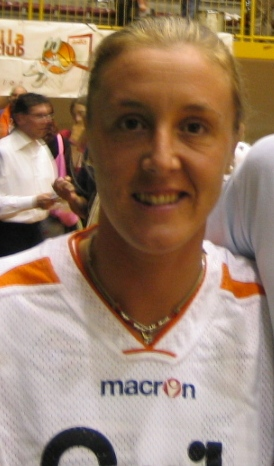
Betta Moro, capitana del Famila Wuber Schio fino al 2011

Vista la delusione per l'esito del campionato appena finito il Famila per la stagione 2004-2005 non conferma il coach Santino Coppa (che tornerà a Priolo), che viene rimpiazzato da Fabio Fossati (reduce da una stagione in Russia, a Mosca). La squadra viene rinforzata con l'acquisto di Elisabetta Moro da Taranto e Raffaella Masciadri da Como, di Cíntia Silva dos Santos e Bethany Donaphin.
Con questa formazione Schio vince la sua quarta Coppa Italia (battendo in finale Napoli). Terminata la regular season al secondo posto dietro Napoli, il Famila in finale contro Faenza si impone 3-0 e, dopo esser stata sconfitta per ben cinque volte in finale nelle passate stagioni, finalmente conquista il suo primo storico scudetto. 

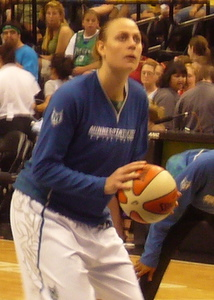
Kathrin Ress

Per la stagione successiva, la squadra viene quasi tutta riconfermata, ad eccezione delle due veterane: Caselin che lascia il basket, e Lorenza Arnetoli, che passa al Faenza. Gli acquisti sono limitati a Federica Ciampoli ed Emanuela Ramon. Inaspettatamente la squadra, impegnata anche in Eurolega senza però ottenere risultati di rilievo (viene eliminata ai sedicesimi di finale), viene eliminata dalla Coppa Italia già nelle fasi iniziali del torneo, ma si aggiudica la sua prima Supercoppa e la stagione regolare del campionato si chiude con il Famila in prima posizione, ai play-off riesce ad imporsi sull'Acer Priolo dopo una serie molto combattuta, aggiudicandosi il secondo scudetto.

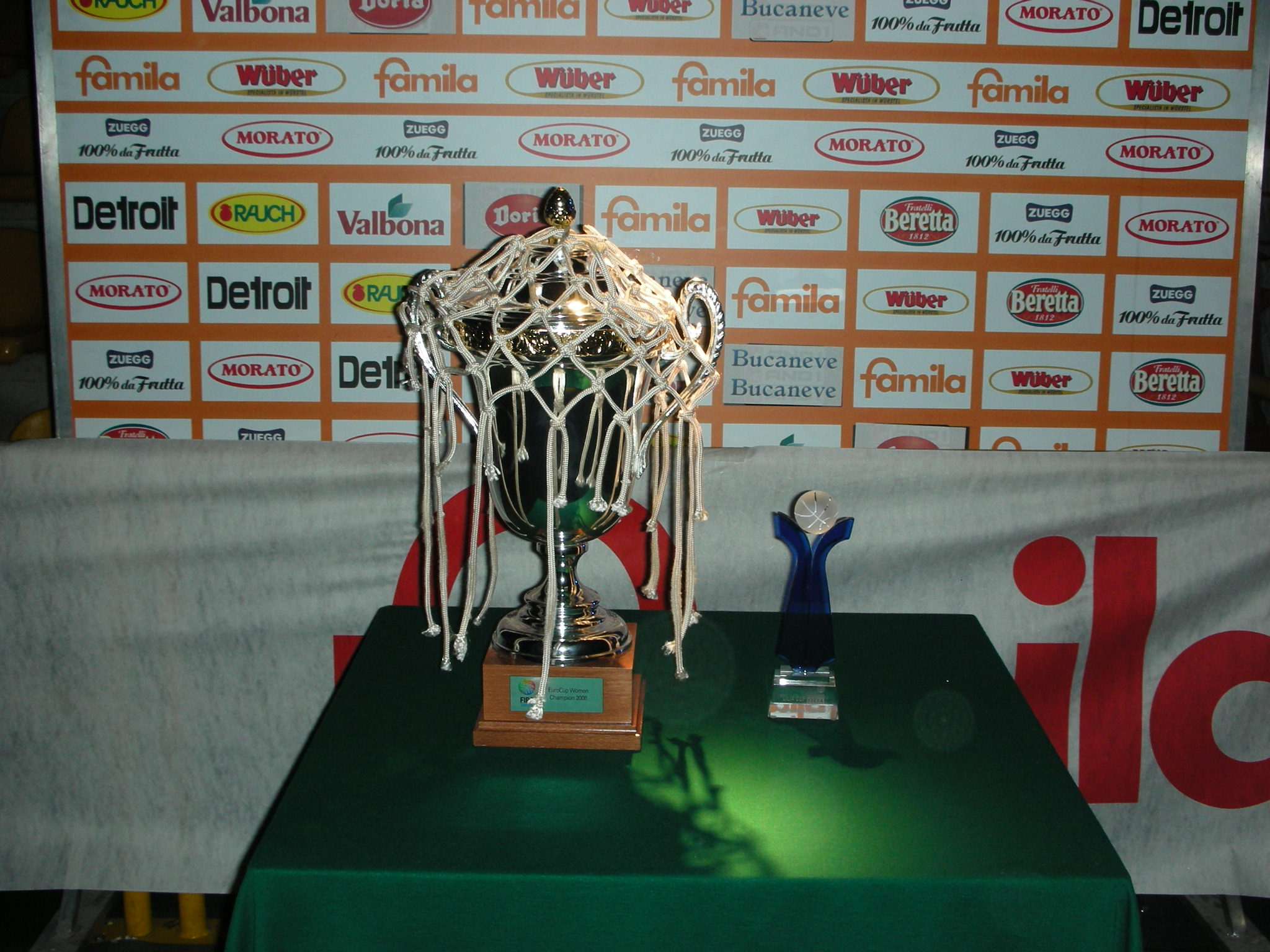
Scudetto e FIBA Eurocup 2008

La stagione seguente vede l'abbandono del basket da parte di Anna Pozzan ed Elisabetta Moro diviene il nuovo capitano della squadra arancione. La società si impegna in una massiccia campagna acquisti, mettendo sotto contratto Ngoyisa (proveniente dal Ribera) e Gianolla (in arrivo dal Priolo). La stagione sportiva inizia in maniera positiva (la squadra si aggiudica la sua seconda Supercoppa imponendosi sul Ribera) ma poi, complice una serie di infortuni, la squadra non riesce ad ottenere risultati di rilievo e viene eliminata dall'Eurolega, dalla Coppa Italia e nei play-off del campionato ai quarti di finale.
Dopo una stagione molto deludente il Famila per il campionato 2007-2008 sostituisce l'allenatore Fossati con Sandro Orlando (già a Schio nella stagione 2002-2003 in qualità di assistente allenatore); la formazione vede il trasferimento ad Ekaterinburg di Penny Taylor, e l'arrivo di Chicca Macchi e di Kathrin Ress. La stagione riserva grandi soddisfazioni alla squadra scledense che si aggiudica l'Eurocup - battendo in finale Mosca - ed il terzo scudetto - ottenuto imponendosi 3-0 sul Napoli.
La stagione 2008-09, vede l'ingresso in squadra di Kara Braxton, Candice Dupree, Núria Martínez, Allison Feaster e di Masha Maiorano in sostituzione di Simona Tassara. Problemi burocratici determineranno però la risoluzione del contratto di Dupree che verrà rimpiazzata da Antibe, già a Schio in passato. Nonostante gli acquisti la squadra si piazza al secondo posto in classifica a fine campionato e viene fermata ai quarti di finale ai play-off dall'Umana Venezia che saranno poi vinti dal Taranto Cras Basket; il Famila viene inoltre eliminato da Supercoppa e Coppa Italia (entrambe conquistate da Venezia). Successivamente la squadra conquista la sua quinta Coppa Italia, battendo in finale Venezia. Nella stagione regolare, arrivata terza in classifica, batte la Comense, quindi l'Atletico Faenza, ma viene bloccata in finale 3 a 2 dal Cras Taranto, che vince il campionato.

### Gli anni 2010-2019

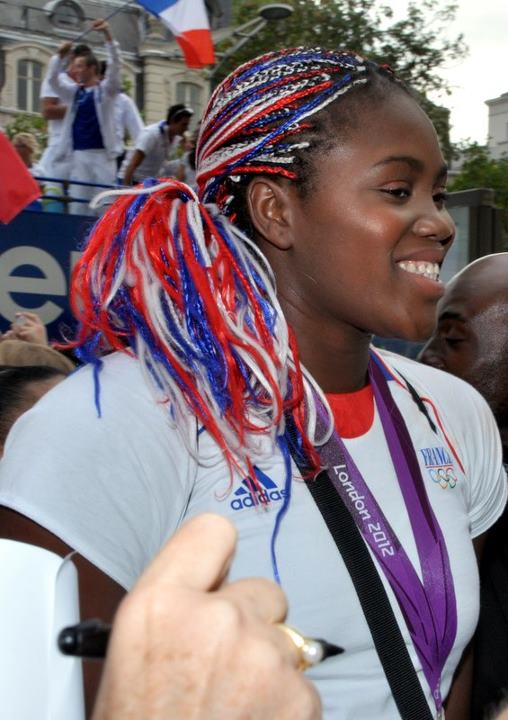
Isabelle Yacoubou

Nella stagione 2010-11 si ripropone la sfida con Taranto, giunta seconda in campionato dietro a Schio; stavolta è Schio ad avere la meglio, conquistando così il suo quarto scudetto vincendo 3 a 2.
Durante la stagione Schio si aggiudica anche la sesta Coppa Italia, superando così la Ginnastica Comense 1872, ferma a 5 successi, divenendo ad oggi la squadra più titolata in questa competizione.
Nel campionato 2011-12 la squadra è allenata da Maurizio Lasi ed entrano nel gruppo Cheryl Ford e Chiara Consolini: la sfida con Taranto si ripete, ed il Cras conquista sia scudetto che Coppa Italia. Il Famila però vince per la Supercoppa. Confermato Lasi anche per la stagione seguente, la squadra viene rinforzata con Sottana, Benko, McCray, Wambe e riesce a completare il treble conquistando scudetto (battendo 3-0 Lucca), Coppa Italia (imponendosi ancora sul Lucca) e Supercoppa (vincendo sul Taranto).
Nonostante gli ottimi risultati ottenuti, per la stagione 2013-14 Maurizio Lasi non viene riconfermato, al suo posto viene scelto Miguel Méndez. Il Famila inserisce nell'organico nuove giocatrici: Katalin Honti, Laura Spreafico, Jolene Anderson e si conferma quale realtà dominante in Italia, ripetendo la tripletta dell'anno precedente: batte in finale Ragusa, autentica rivelazione del campionato, si aggiudica la Coppa Italia e la Supercoppa battendo Lucca in entrambe le competizioni.
Anche per la stagione successiva la squadra di Schio, che si avvale anche del contributo di Isabelle Yacoubou e di Cecilia Zandalasini, si aggiudica nuovamente tutti e tre i trofei, la Coppa Italia vincendo su Ragusa, la Supercoppa su Lucca e il campionato (ottenuto il primo posto al termine della stagione regolare) confrontandosi ancora con Ragusa, in una finale molto combattuta (risultato finale 3-2 per Schio). Ancora sotto la guida di Mendez e con Ashley Walker nel team, durante la stagione 2015-2016 il Famila perde con Ragusa la finale di Coppa Italia; le arancioni confermano comunque la leadership italiana vincendo l'ottavo scudetto della loro storia - il quarto consecutivo ottenuto - imponendosi 3-0 contro il Lucca, la settima Supercoppa Italiana (sorpassando il Ragusa) e ottenendo un ottimo piazzamento in EuroCup. Il campionato 2016-2017 inizia con l'ottava vittoria della Supercoppa Italiana ottenuta vincendo nuovamente contro il Ragusa. Cambiato il tecnico a stagione in corso, con l'ingaggio di Mauro Procaccini in sostituzione di Mendez, la squadra accede ai quarti di finale in Eurolega. Il 26 Febbraio 2017 il Famila vince la sua decima Coppa Italia al PalaTalierco di Mestre battendo Lucca 80 a 66. Ai play-off il Famila viene inaspettatamente sconfitto in finale dal Lucca, che si impone 3 a 1 nella serie e si aggiudica così il primo scudetto della sua storia. 

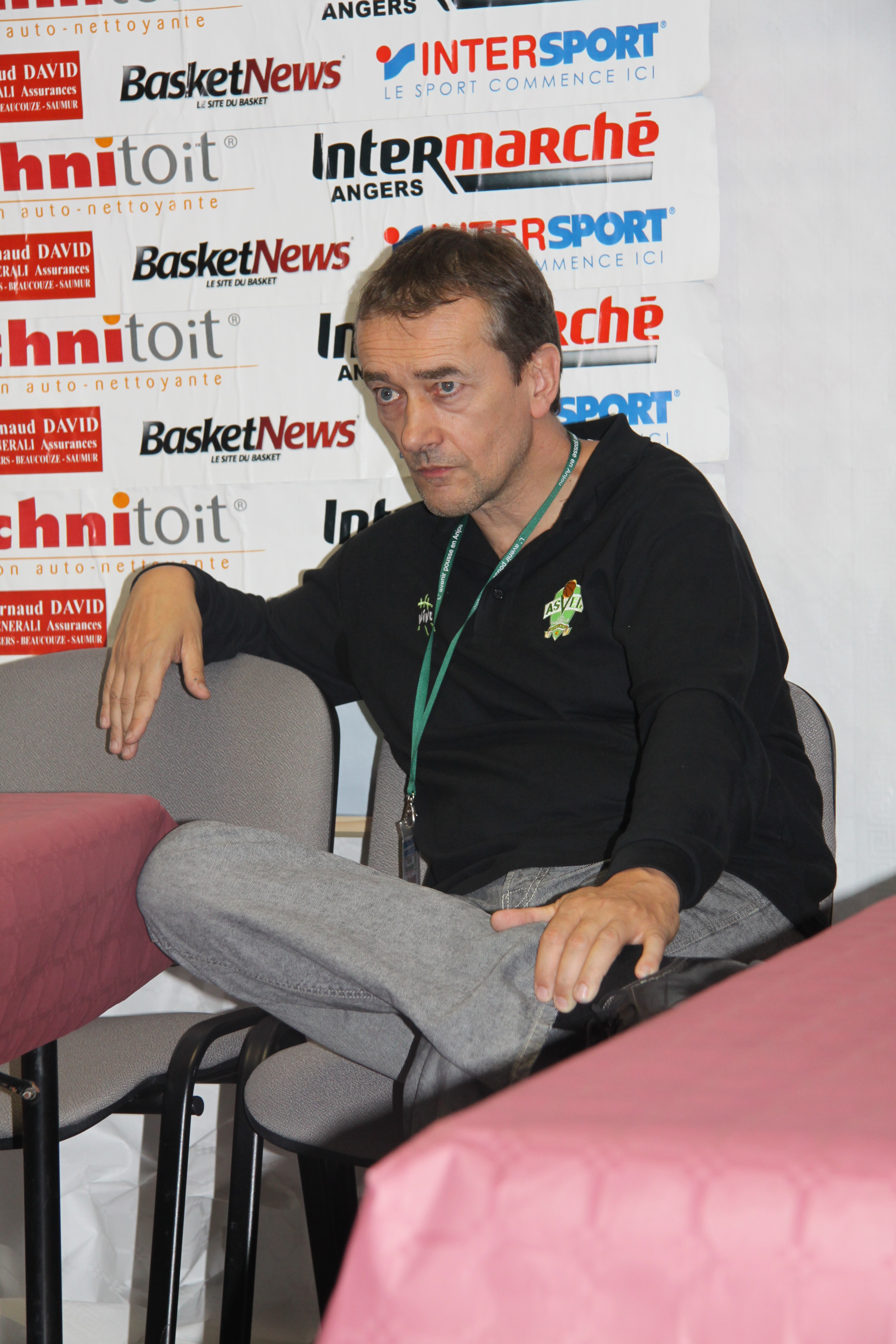
Pierre Vincent

Per la stagione 2017-2018 viene ingaggiato Pierre Vincent alla guida della squadra e vengono nuovamente conquistati tutti i trofei della stagione: terminata la stagione regolare al primo posto in classifica il Famila vince il nono scudetto battendo il Ragusa, vince la undicesima Coppa Italia (sconfiggendo Lucca), e si aggiudica la nona Supercoppa ancora imponendosi con il Lucca. 
Dal marzo 2018 è stata allestita presso il palasport Livio Romare una sala museo del Famila basket, la prima del genere in Italia dedicata a una squadra femminile di pallacanestro; è intitolata a Antonio Cestaro, padre del presidente della società scledense: nella sala vengono esposti i trofei vinti dalla squadra, le formazioni, i dati e le curiosità delle varie annate sportive, le divise delle giocatrici.
La 2018-2019, nuovamente sotto la guida di Vincent, è caratterizzata da un profondo rinnovamento della squadra: vengono confermate solo Masciadri, Lisec e Dotto. Nonostante ciò il Famila, con il ritorno di Lavender e le nuove arrivate Martina Crippa, Olbis Futo Andrè, Sandrine Gruda, si aggiudica nuovamente la Supercoppa, mentre non riesce a centrare la conquista della Coppa Italia. Raggiunge però in finale di stagione il primo posto in classifica e ottiene il decimo scudetto sconfiggendo nella finale play-off il Ragusa, chiudendo la serie in gara 4. La finale rappresenta anche l'addio dell'attività agonistica della capitana Raffaella Masciadri.

### Gli anni 2020

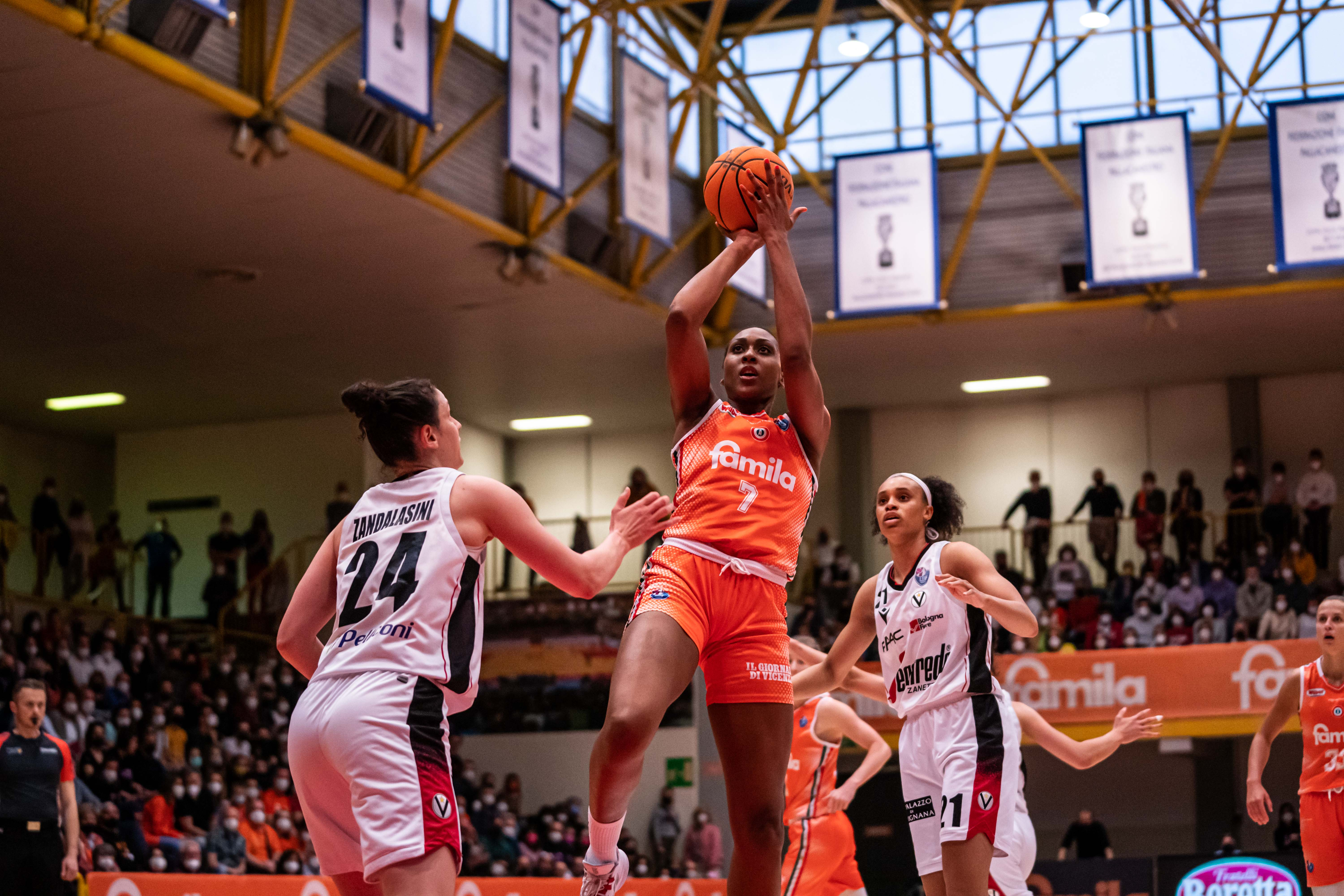
Sandrine Gruda

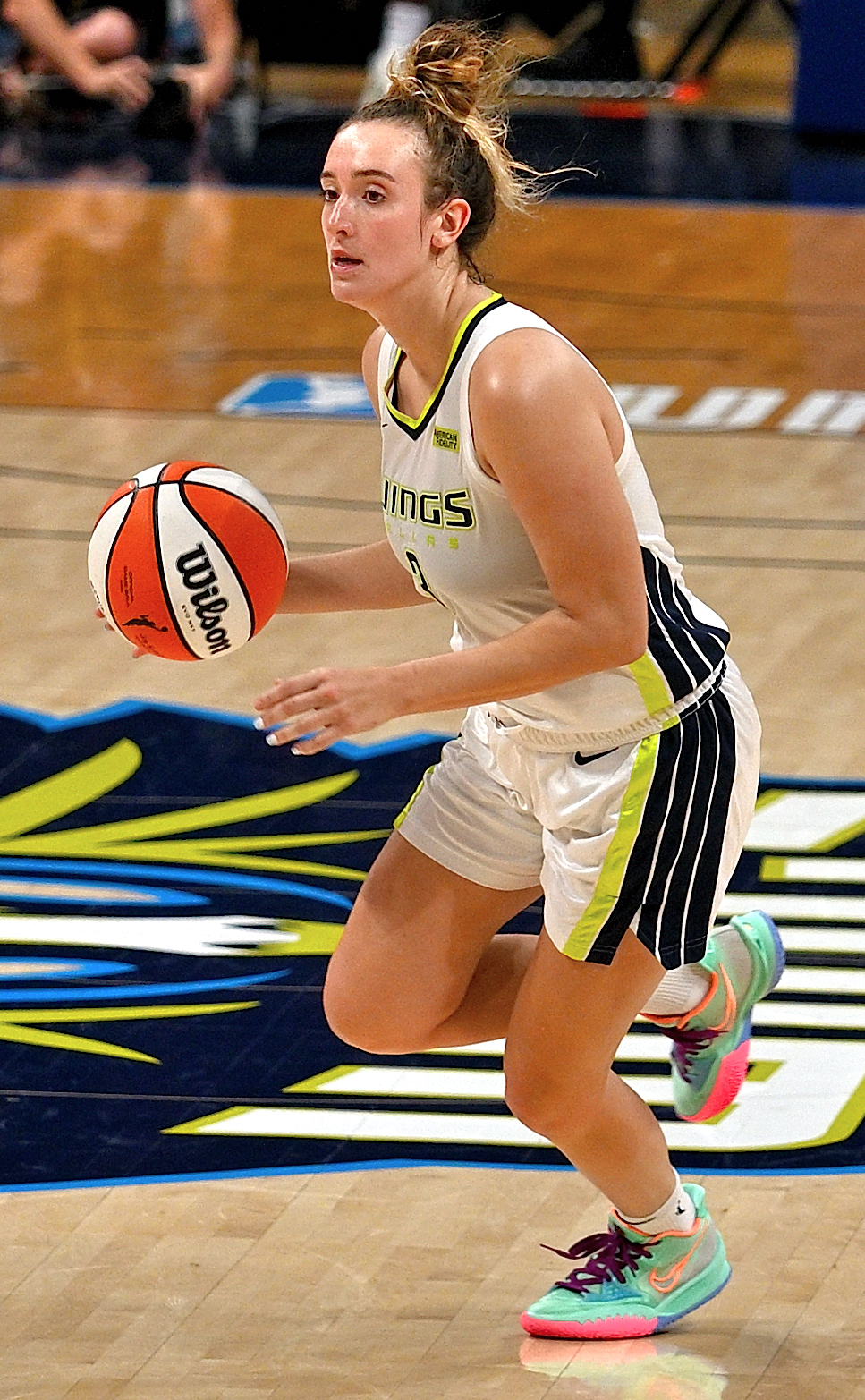
Marina Mabrey

A causa della pandemia di COVID-19 la stagione 2019-2020 non è stata disputata, così neppure le competizioni europee; il Famila riesce comunque a aggiudicarsi l'undicesima Supercoppa italiana, sorpassando il Ragusa.
La stagione 2020-2021 vede la squadra ancora guidata da Vincent. Le sfide al vertice sono sempre quelle giocate tra Schio e Venezia: il Famila vince la dodicesima Coppa Italia (Schio batte Venezia 69 a 55), ma Venezia si aggiudica la Supercoppa italiana (Venezia batte Schio 73 a 64) e lo scudetto, fermando Schio alla quinta partita della serie.
Nella stagione 2021-2022 a Vincent subentra come allenatore il greco Georgios Dikaioulakos. Con un gruppo affiatato e l'arrivo di Costanza Verona e Kitija Laksa (MVP in tutte le tre finali), il Famila si aggiudica nuovamente tutti e tre i trofei. 

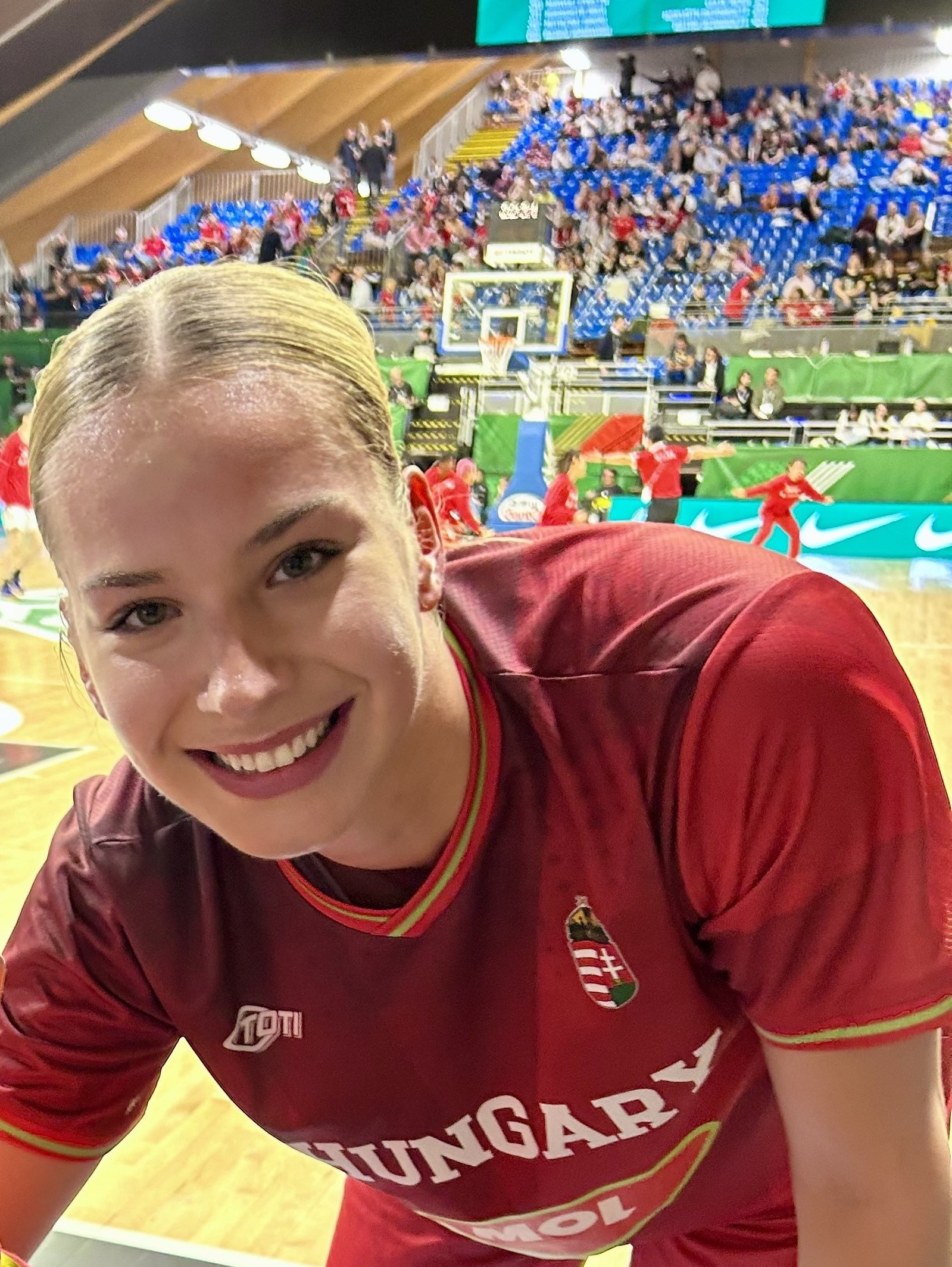
Dorka Juhász con la maglia della nazionale ungherese

La stagione 2022-2023 vede riconfermato l'allenatore Dikaioulakos e l'inserimento in organico di Marina Mabrey, Martina Bestagno, Rhyne Howard e, a stagione già iniziata, di Eglė Šikšniūtė. La squadra, imbattuta in casa sia nelle competizioni nazionali che europee, si aggiudica nuovamente tutti i trofei nazionali: la tredicesima Supercoppa avendo la meglio sulla Virtus Bologna, la quattordicesima Coppa Italia sconfiggendo la Reyer Venezia, e il dodicesimo scudetto vincendo 2 a 0 al meglio di 3 gare contro la Virtus, che aveva chiuso in prima posizione la stagione regolare. Merita una citazione la prestazione di Mabrey che nella partita conclusiva ha messo a segno complessivamente 37 punti. A livello europeo il Famila si aggiudica la terza posizione, sconfiggendo 59 a 56 la USK Praga in casa ceca nella finale per il terzo posto.
La stagione seguente, anno  2023-2024, vede confermato alla guida della squadra il tecnico greco, subisce qualche rimaneggiamento di organico, con la cessione di Mabrey e l'inserimento di Guirantes, Reisingerová e Juhász. La stagione non conferma appieno le altissime aspettative, e il Famila tra i trofei in palio riesce a aggiudicarsi solamente la Coppa Italia, non centrando l'obiettivo della Supercoppa (vinta da Bologna) e dello scudetto (conclusa la stagione regolare al secondo posto, la squadra accede alla finale dei play off perdendo però 3-0 contro Venezia, che conquista il titolo). Per la stagione  2024-2025 la squadra viene rinforzata con l'inserimento di  Janelle Salaün, di Ivana Dojkić e nuovamente di Kitija Laksa e di Olbis Futo Andrè. La stagione ha confermato la leadership di Schio e Venezia nel panorama italiano, le squadre si sono affrontate per tutti i trofei nazionali: la Reyer si aggiudica la Supercoppa (88-81), ma il Famila vince la Coppa Italia (54-45) e lo scudetto (vinte 3 partite su 5 ai playoff), dopo essersi posizionato al primo posto nella classifica durante la stagione regolare. La squadra si posiziona al quinto posto in EuroLega.

## Cronistoria
| Cronistoria del Famila Basket Schio. |
| --- |
| - 1973 · fondazione della Pallacanestro Femminile Schio. - 1973-74 · Luma, in Serie C, promossa in Serie B. - 1974-75 · Ufo, in Serie B. - 1975-76 · Ufo, in Serie B. - 1976-77 · Ufo, in Serie B. - 1977-78 · Ufo, 1ª in Serie B, promossa in Serie A. - 1978-79 · Ufo, 7ª nel Girone B di Serie A, 1ª in Poule Salvezza. - 1979-80 · Ufo, 5ª nel Girone B di Serie A, 1ª in Poule Salvezza. Ottavi di finale di Coppa Ronchetti. - 1980-81 · Ufo, 3ª nel Girone B di Serie A1, 8ª in Poule Scudetto, quarti di finale dei play-off. - 1981-82 · Ufo, 5ª nel Girone A di Serie A1, 1ª in Poule Salvezza, quarti di finale dei play-off. - 1982-83 · Ufo, 2ª nel Girone A di Serie A1, 3ª in Poule Finale, quarti di finale dei play-off. - 1983-84 · Ufo, 6ª nel Girone B di Serie A1, 3ª in Poule Recupero. Quarti di finale di Coppa Ronchetti. - 1984-85 · Lanerossi, 5ª nel Girone A di Serie A1, 1ª in Poule Recupero, quarti di finale dei play-off. - 1985-86 · Lanerossi, 5ª nel Girone A di Serie A1, 5ª in Poule Recupero, 3ª negli spareggi salvezza. Quarti di finale di Coppa Ronchetti. - 1986-87 · Lanerossi, 14ª in Serie A1, retrocessa in Serie A2. - 1987-88 · in Serie A2. - 1988-89 · in Serie A2, promossa in Serie A1. - 1989-90 · Famila, 6ª in Serie A1, quarti di finale dei play-off. - 1990-91 · Famila, 15ª in Serie A1, retrocessa in Serie A2. - 1991-92 · Famila, in Serie A2, promossa in Serie A1. - 1992-93 · Famila, 4ª in Serie A1, semifinale dei play-off. - 1993-94 · Famila, 7ª in Serie A1, quarti di finale dei play-off. Quarti di finale di Coppa Ronchetti. - 1994-95 · Famila, 2ª in Serie A1, finale dei play-off. Finale di Coppa Italia. - 1995-96 · Famila, 2ª in Serie A1, partecipa ai play-off. Vince la Coppa Italia (1º titolo). - 1996-97 · Famila, 4ª in Serie A1, semifinale dei play-off. Finale di Supercoppa italiana. - 1997-98 · Famila, 7ª in Serie A1, finale dei play-off. Finale di Coppa Italia. - 1998-99 · Famila, 3ª in Serie A1, finale dei play-off. Vince la Coppa Italia (2º titolo). - 1999-00 · Famila, 4ª in Serie A1, finale dei play-off. Finale di Coppa Italia. Finale di Supercoppa italiana. - 2000-01 · Famila, 3ª in Serie A1, semifinale dei play-off. Semifinale di Coppa Italia. Vince la Coppa Ronchetti (1º titolo). - 2001-02 · Famila, 3ª in Serie A1, finale dei play-off. Vince la Coppa Ronchetti (2º titolo). - 2002-03 · Famila, 7ª in Serie A1, quarti di finale dei play-off. - 2003-04 · Famila, 1ª nel Girone B di Serie A1, 1ª nel Girone B di seconda fase, 3ª dopo i play-off; Vince la Coppa Italia (3º titolo). - 2004-05 · Famila, 2ª in Serie A1, campione d'Italia (1º titolo). Vince la Coppa Italia (4º titolo). Finale di Supercoppa italiana. - 2005-06 · Famila, 1ª in Serie A1, campione d'Italia (2º titolo). Quarti di finale di Coppa Italia. Vince la Supercoppa italiana (1º titolo). Ottavi di finale di Eurolega. - 2006-07 · Famila, 7ª in Serie A1, quarti di finale dei play-off. Vince la Supercoppa italiana (2º titolo). Regular season di Eurolega. - 2007-08 · Famila, 2ª in Serie A1, campione d'Italia (3º titolo). Semifinali di Coppa Italia. Vince l'EuroCup (1º titolo). - 2008-09 · Famila Wüber, 2ª in Serie A1, semifinale dei play-off. Finale di Supercoppa italiana. Regular season di Eurolega. - 2009-10 · Famila Wüber, 3ª in Serie A1, finale dei play-off. Vince la Coppa Italia (5º titolo). Ottavi di finale di Eurolega. - 2010-11 · Famila Wüber, 1ª in Serie A1, campione d'Italia (4º titolo). Vince la Coppa Italia (6º titolo). Finale di Supercoppa italiana. Ottavi di finale di Eurolega. - 2011-12 · Famila Wüber, 2ª in Serie A1, finale dei play-off. Finale di Coppa Italia. Vince la Supercoppa italiana (3º titolo). 7º posto in Eurolega. - 2012-13 · Famila Wüber, 1ª in Serie A1, campione d'Italia (5º titolo). Vince la Coppa Italia (7º titolo). Vince la Supercoppa italiana (4º titolo). Quarti di finale di Eurolega. - 2013-14 · Famila Wüber, 1ª in Serie A1, campione d'Italia (6º titolo). Vince la Coppa Italia (8º titolo). Vince la Supercoppa italiana (5º titolo). Ottavi di finale di Eurolega. - 2014-15 · Famila Wüber, 1ª in Serie A1, campione d'Italia (7º titolo). Vince la Coppa Italia (9º titolo). Vince la Supercoppa italiana (6º titolo). Regular season di Eurolega. - 2015 · cambia denominazione sociale in Famila Basket Schio Srl SSD. - 2015-16 · Famila Wüber, 2ª in Serie A1, campione d'Italia (8º titolo). Finale di Coppa Italia. Vince la Supercoppa italiana (7º titolo). Quarti di finale di Eurolega. - 2016-17 · Famila Wüber, 1ª in Serie A1, finale dei play-off. Vince la Coppa Italia (10º titolo). Vince la Supercoppa italiana (8º titolo). Quarti di finale di Eurolega. - 2017-18 · Famila Wüber, 1ª in Serie A1, campione d'Italia (9º titolo). Vince la Coppa Italia (11º titolo). Vince la Supercoppa italiana (9º titolo). Quarti di finale di Eurolega. - 2018-19 · Famila Wüber, 1ª in Serie A1, campione d'Italia (10º titolo). Semifinali di Coppa Italia. Vince la Supercoppa italiana (10º titolo). Regular season di Eurolega. Semifinali di EuroCup. - 2019-20 · Famila Wüber, N.D. Campionato Serie A1 annullato causa pandemia globale COVID-19. Vince la Supercoppa italiana (11º titolo). N.D. Competizione Eurolega annullata causa pandemia globale COVID-19. - 2020-21 · Famila Wüber, 2ª in Serie A1; finale dei play-off. Finale di Supercoppa italiana. Regular season di Eurolega. Vince la Coppa Italia (12º titolo). - 2021-22 · Famila Wüber, 1ª in Serie A1; campione d'Italia (11º titolo). Vince la Supercoppa italiana (12º titolo). Vince la Coppa Italia (13º titolo). Quarti di finale di Eurolega. - 2022-23 · Famila Wüber, 2ª in Serie A1; campione d'Italia (12º titolo). Vince la Supercoppa italiana (13º titolo). Vince la Coppa Italia (14º titolo). Terzo posto in Eurolega. - 2023-24 · Famila Wüber, 2ª in Serie A1; finale dei play-off. Finale di Supercoppa italiana. Quarti di finale di Eurolega. Vince la Coppa Italia (15º titolo). - 2024-25 · Famila Wüber, 1ª in Serie A1; campione d'Italia (13º titolo). Finale di Supercoppa italiana. Vince la Coppa Italia (16º titolo). Final six di Eurolega. |

## Palmarès

### Titoli nazionali
- Campionato italiano: 13

2004-05, 2005-06, 2007-08, 2010-11, 2012-13, 2013-14, 2014-15, 2015-16, 2017-18, 2018-19, 2021-22,  2022-23, 2024-25
- Coppa Italia: 16

1996, 1999, 2004, 2005, 2010, 2011, 2013, 2014, 2015, 2017, 2018, 2021, 2022, 2023, 2024, 2025
- Supercoppa italiana: 13

2005, 2006, 2011, 2012, 2013, 2014, 2015, 2016, 2017, 2018, 2019, 2021, 2022

### Titoli internazionali
- Coppe Ronchetti: 2

2000-01, 2001-02
- EuroCup Women: 1

2007-08

### Settore giovanile
- Campionati italiani giovanili: 3

Under 17: 1985, 1986, 1987

## Sponsor
- 1973-1974 · Luma
- 1974-1984 · Ufo
- 1984-1987 · Lanerossi
- 1988-2008 · Famila
- 2008-oggi · Famila Wuber

## Presidenti e allenatori
- 1974-1979 ·  Ivano Baron
- 1979-1984 ·  Silvano Marcante
- 1984-1986 ·  Bruno Faoro
- 1987-oggi ·  Marcello Cestaro

- 1973-1974 ·  Michele Severin
- 1974-1975 ·  Lorenzo Rigon
- 1975-1976 ·  Stefano Strukul
- 1976-1977 ·  Adriano Chemello
- 1977-1979 ·  Gino Minervini
- 1979-1980 ·  Nidia Pausich
- 1980-1981 ·  Vittorio Silvestrucci
- 1981-1982 ·  Lucio Cescato
- 1982-1984 ·  Franco Giuliani
- 1984-1985 ·  Stefano Tommei
- 1985-1986 ·  Franco Giuliani,  Loris Gorlin
- 1986-1987 ·  Loris Gorlin
- 1987-1988 ·  Milan Vasojevic
- 1988-1990 ·  Giuseppe Lo Giudice
- 1990-1991 ·  Giuseppe Lo Giudice,  Dante Carzaniga
- 1991-1997 ·  Dante Carzaniga
- 1997-1998 ·  Piero Pasini
- 1998-2000 ·  Bev Smith
- 2000-2002 ·  Aldo Corno
- 2002-2003 ·  Giovanni Lucchesi
- 2003-2004 ·  Santino Coppa
- 2004-2007 ·  Fabio Fossati
- 2007-2011 ·  Sandro Orlando
- 2011-2013 ·  Maurizio Lasi
- 2013-2016 ·  Miguel Méndez
- 2016-2017 ·  Miguel Méndez,  Mauro Procaccini
- 2017-2021 ·  Pierre Vincent
- 2021-2025 ·  Georgios Dikaioulakos
- 2025-oggi ·  Victor Lapeña

## Campo di gioco

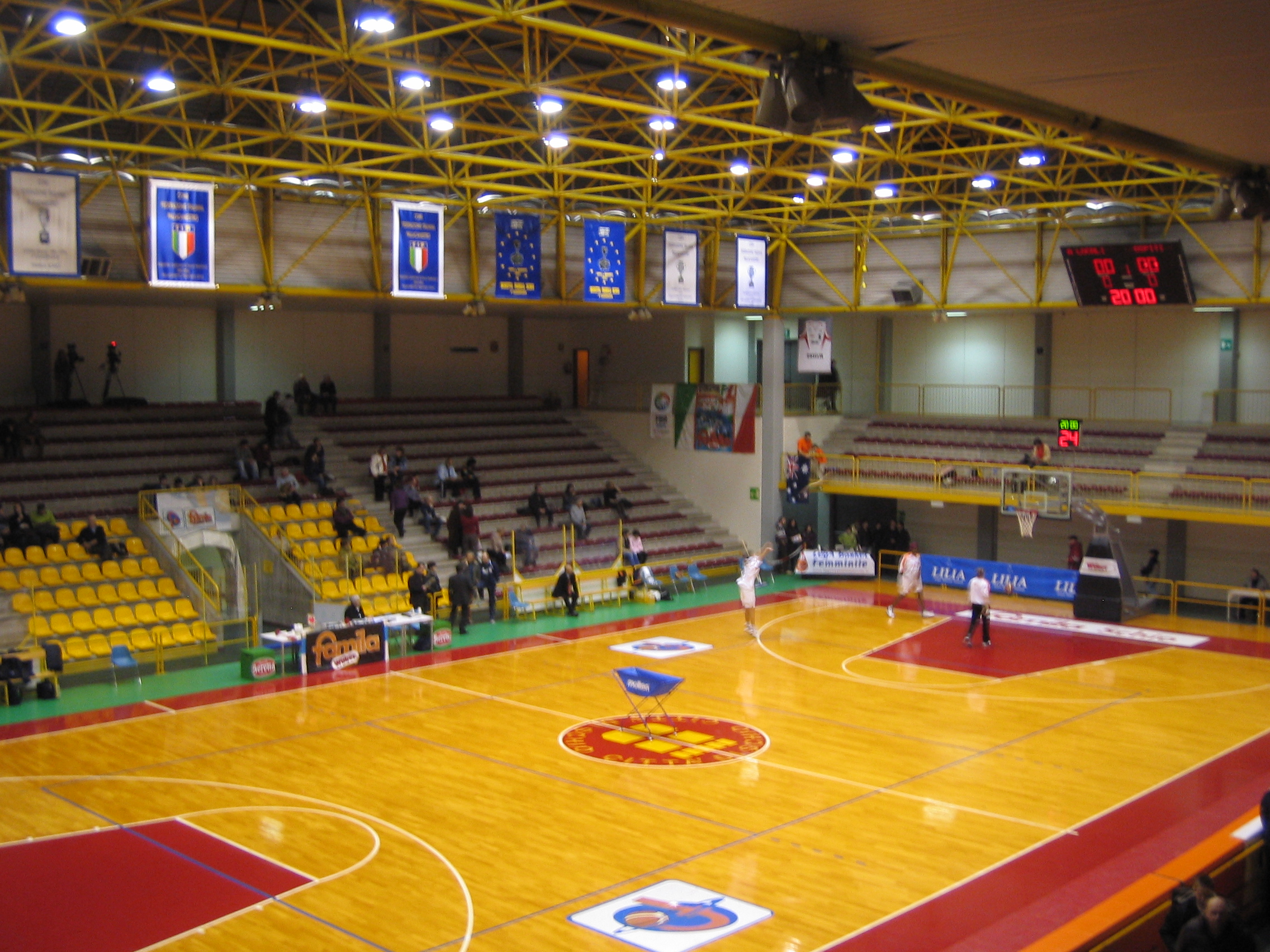
Il PalaRomare.

Dalla stagione 1988-89 il Famila Basket Schio gioca le sue partite casalinghe al Palasport Livio Romare, prima denominato PalaCampagnola. Precedentemente si era giocato nel Palazzetto Don Bosco e nella Palestra Mario Lanzi.
Il PalaRomare ha 2600 posti a sedere. Nella stagione 2007-08 il PalaRomare è l'unico palazzetto della serie A1 a rimanere imbattuto al termine sia della stagione regolare che dei play off.

## Roster 2024-2025
Aggiornato al 27 agosto 2024.
| Famila Basket Schio | Famila Basket Schio |
| Giocatrici          | Staff tecnico       |
| ------------------- | ------------------- |

| 1  | Ungheria (bandiera) | C  | Dorka Juhász        | 1999 | 193 cm |  |  |
| 4  | Italia (bandiera)   | C  | Martina Bestagno    | 1990 | 189 cm |  |  |
| 6  | Italia (bandiera)   | PG | Giorgia Sottana (C) | 1988 | 178 cm |  |  |
| 7  | Italia (bandiera)   | PG | Carlotta Zanardi    | 2005 | 180 cm |  |  |
| 8  | Italia (bandiera)   | PG | Costanza Verona     | 1999 | 170 cm |  |  |
| 10 | Italia (bandiera)   | PG | Ilaria Panzera      | 2002 | 180 cm |  |  |
| 13 | Francia (bandiera)  | G  | Janelle Salaün      | 2001 | 188 cm |  |  |
| 14 | Italia (bandiera)   | G  | Martina Crippa      | 1989 | 178 cm |  |  |
| 18 | Croazia (bandiera)  | PG | Ivana Dojkic        | 1997 | 180 cm |  |  |
| 22 | Italia (bandiera)   | C  | Olbis Futo Andrè    | 1998 | 192 cm |  |  |
| 31 | Italia (bandiera)   | C  | Jasmine Keys        | 1997 | 192 cm |  |  |
| 33 | Lettonia (bandiera) | G  | Kitija Laksa        | 1996 | 182 cm |  |  |

| Allenatore                                                  |
| - Georgios Dikaioulakos                                     |
| Assistente/i                                                |
| - Petros Prekas - Alessandro Fontana Legenda - (C) Capitano |

### Staff tecnico
- Allenatore: Georgios Dikaioulakos
- Assistente: Petros Prekas
- Assistente: Alessandro Fontana
- Preparatore atletico: Caterina Todeschini

### Staff medico
- Medico: Giovanni Sambo
- Fisioterapista: Daniele Petroni
- Massaggiatore: Aldo Lucchin
- Osteopata: Giampaolo Cau

### Staff dirigenziale
- Presidente: Marcello Cestaro
- General Manager: Paolo De Angelis
- Responsabile Amministrativo: Maurizio Pozzan
- Responsabile Logistica: Giorgio Dalle Ore
- Responsabile Marketing: Nicolò Dalle Molle, Daniel Bertacche, Pablo Marcato, Luca Taddeo